# Agapetus mitis
Agapetus mitis är en nattsländeart som först beskrevs av Douglas E. Kimmins 1953.  Agapetus mitis ingår i släktet Agapetus och familjen stenhusnattsländor. Inga underarter finns listade i Catalogue of Life.